# Marco Battista Battaglini
Marco Battista Battaglini (San Mauro Pascoli, 25 marzo 1645 – San Mauro Pascoli, 19 settembre 1717) è stato un vescovo cattolico e antiquario italiano.

## Biografia
Nel 1660 studiò a Cesena diritto e teologia. Ordinato sacerdote nel 1665, scrisse la Storia Universale dei Concili, che venne pubblicata nel 1689. Venne nominato vescovo di Nocera Umbra nel 1690 e lì vi restò fin quando, nel 1716, ricevette l'incarico episcopale nella diocesi di Cesena. Morì a San Mauro Pascoli il 19 settembre 1717
A San Mauro Pascoli, suo paese natale, gli è stata dedicata la piazza ove ha sede la parrocchia di San Mauro Vescovo.

## Genealogia episcopale
La genealogia episcopale è:
- Cardinale Scipione Rebiba
- Cardinale Giulio Antonio Santori
- Cardinale Girolamo Bernerio, O.P.
- Arcivescovo Galeazzo Sanvitale
- Cardinale Ludovico Ludovisi
- Cardinale Luigi Caetani
- Cardinale Ulderico Carpegna
- Cardinale Paluzzo Paluzzi Altieri degli Albertoni
- Cardinale Gaspare Carpegna
- Vescovo Marco Battista Battaglini